# John Balthasar Brungardt

Wappen von John Balthasar Brungardt

John Balthasar Brungardt (* 10. Juli 1958 in Salina) ist ein US-amerikanischer Geistlicher und römisch-katholischer Bischof von Dodge City.

## Leben
Der Bischof von Wichita, Eugene John Gerber, spendete ihm am 23. Mai 1998 die Priesterweihe. 
Papst Benedikt XVI. ernannte ihn am 15. Dezember 2010 zum Bischof von Dodge City. Die Bischofsweihe spendete ihm der Erzbischof von Kansas City in Kansas, Joseph Fred Naumann, am 2. Februar des nächsten Jahres; Mitkonsekratoren waren Michael Owen Jackels, Bischof von Wichita, und Ronald Michael Gilmore, Altbischof von Dodge City.
Im Februar 2021 wurden Vorwürfe gegen ihn erhoben, er habe sich des sexuellen Missbrauchs schuldig gemacht. Brungardt betonte seine Unschuld und erklärte seine Bereitschaft, uneingeschränkt mit den Ermittlungsbehörden zusammenarbeiten zu wollen. Gleichzeitig gab er bekannt, sich für die Dauer der Ermittlungen von der Leitung der Diözese zurückzuziehen. Am 8. Februar 2021 wurde daher der Bischof von Salina, Gerald Vincke, zum Apostolischen Administrator sede plena ernannt. Gut ein Jahr später, am 23. März 2022, endete Vinckes Beauftragung und Brungardt übernahm wieder die volle Jurisdiktion seines Bistums.